# Ulica heroja Tomšiča

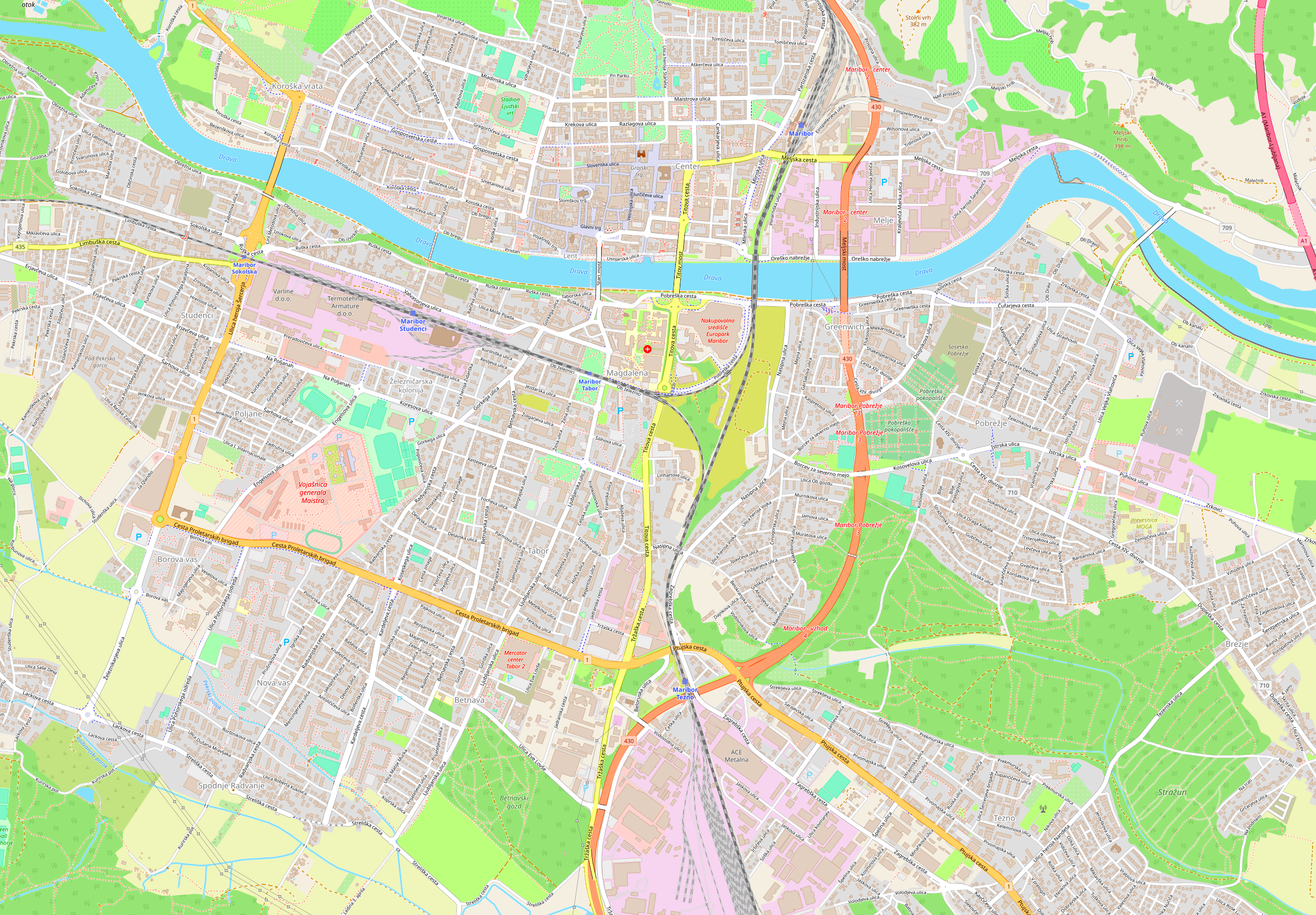

Ulica heroja Tomšiča (deutsch:Volksheld-Tomšič-Gasse) ist der Name einer Straße im Bezirk Center der Stadtgemeinde Maribor, Slowenien. Sie ist benannt nach dem slowenischen Politiker und Widerstandskämpfer Tone Tomšič (1910 bis 1942).

## Geschichte
Die Straße wurde 1873 als nördlicher Teil der vom Burgplatz bis weit in den heutigen Stadtpark reichenden neuen Brandis-Gasse angelegt. Der Name bezog sich auf Graf Ferdinand Brandis, den letzten Besitzer der Marburger Burg aus der Familie Brandis.
Ferdinand Brandis hatte 1872 den Burghof und weitere zur Burg gehörenden Grundstücke und Bauten an die Stadt Marburg verkauft, um den Bau der Brandisstraße (heute Grajska ulica und Ulica heroja Tomšiča), eines Platzes nördlich der Burg (heute Trg Generala Maistra) und des Stadtparks zu ermöglichen.
1873 wurde der obere Teil der Straße nach dem österreichischen Thronfolger Franz Ferdinand von Österreich-Este (1863 bis 1914) in Ferdinandstraße umbenannt. Im Jahr 1919 erhielt die Straße den Namen Vrazova ulica (Vraz-Gasse) nach Dichter Stanko Vraz (1810 bis 1851).
Nach der deutschen Besetzung im April 1941 erhielt sie zunächst ihren alten Namen Ferdinand-Gasse zurück und wurde im selben Jahr nach Ludwig van Beethoven (1770 bis 1827) Beethovenstraße umbenannt. Im Mai 1945 wurde ihr der slowenische Name Vrazova ulica zurückgegeben.
Seit 1947 trägt sie den heutigen Namen.

## Lage
Die Straße beginnt an der nordwestlichen Ecke des General-Maister-Platzes an der Kreuzung mit der Razlagova ulica und der Krekova ulic. Sie verläuft nach Norden bis zur Kreuzung Mladinska ulica/Maistrova ulica an der südwestlichen Ecke des Stadtparks. Ab da verläuft sie als Allee innerhalb des Stadtparks bis zur Höhe der Abzweigung der Straße Pod Piramido von der Ribniška ulica.

## Sehenswürdigkeiten
- Stadtpark
- Museum der Nationalen Befreiung Maribor in der Villa Scherbaum